# Die zwei Leben der Veronika
Die zwei Leben der Veronika (im Originaltitel frz. La double vie de Véronique sowie pln. Podwójne życie Weroniki) ist ein französisch-polnischer Kinofilm aus dem Jahr 1991. Regie führte der polnische Regisseur Krzysztof Kieślowski. Die Musik stammt vom polnischen Komponisten Zbigniew Preisner, mit dem Kieślowski zuvor an der Filmreihe Dekalog gearbeitet hatte.

## Filmhandlung
Die zwei Leben der Veronika schildert das Leben zweier Frauen, die sich zum Verwechseln ähnlich sehen und bereits seit ihrer Kindheit Gleiches erleben. Weronika lebt in Polen (Krakau) und ist eine begnadete Sängerin. Sie leidet an einer schweren Herzerkrankung, der sie bei ihrem ersten großen Konzert erliegt. Véronique, die in Frankreich (Clermont-Ferrand) lebt, ist ebenfalls Sängerin. Als sie „spürt“, dass etwas passiert ist, von dem sie nicht genau sagen kann, was es ist (der Tod von Weronika), gibt sie ihre Karriere als Sängerin auf und unterrichtet lediglich an einer Schule. Dort begegnet sie dem Marionettenspieler Alexandre, in den sie sich verliebt. Auch er hat großes Interesse an Véronique und lockt sie mit einer Tonkassette in ein Café; dort eröffnet er ihr, er habe sie lediglich wegen eines psychologischen Experimentes dorthin gelockt. Schockiert und deprimiert verlässt Véronique daraufhin das Café. Alexandre folgt ihr und gesteht ihr schließlich seine Liebe. Als sie ihm ihre Fotos ihrer Reise nach Krakau zeigt, entdeckt er ein Foto von Weronika auf ihren Kontaktabzügen. Jetzt wird sie sich ihrer Doppelexistenz bewusst.

## Kritik
„Die Geschichte gibt sich hin und wieder etwas gewollt bedeutungsschwanger. Doch mit seiner Hauptdarstellerin Irène Jacob hat Kieslowskis poesievolles Drama einen großen Pluspunkt. Ihr nuancenreiches Spiel trägt den Film über weite Strecken.“

 Der Filmkritiker Marek Haltof sieht in dem Film eine politische Allegorie, in der Weronika für Polen und Véronique für Frankreich steht. Beide zeichnen sich durch hohe Kultur aus, aber während Véronique scheinbar frei in der Wahl ihres Schicksals scheint, steht Weronikas früher Tod für die Opferung Polens im Zweiten Weltkrieg und der anschließenden Eingliederung in den Sowjetblock. Véronique spürt diesen Verlust und das Gefühl der Unvollkommenheit, ohne gewahr zu werden, wo es herrührt.

## Auszeichnungen
Bei den Internationalen Filmfestspielen von Cannes 1991 war Die zwei Leben der Veronika im Wettbewerb um die Goldene Palme vertreten. Krzysztof Kieślowski gewann in Cannes den FIPRESCI-Preis und den Preis der Ökumenischen Jury, Irène Jacob wurde der Darstellerpreis zuteil.
Im gleichen Jahr gewann Zbigniew Preisner den LAFCA Award für die beste Filmmusik. Beim Internationalen Filmfestival in Warschau erhielt Krzysztof Kieślowski 1991 den Publikumspreis.
1992 wurde der Film bei den Golden Globe Awards als bester fremdsprachiger Film nominiert, in der gleichen Kategorie gewann er einen NSFC Award. Im selben Jahr gewann Die zwei Leben der Veronika die Auszeichnung des Syndicat Français de la Critique de Cinéma als bester ausländischer Film. 1993 erhielt Irène Jacob den spanischen Premio Sant Jordi als beste ausländische Schauspielerin.